# Skorpknotterskinn
Skorpknotterskinn (Basidioradulum crustosum) är en svampart som först beskrevs av Christiaan Hendrik Persoon, och fick sitt nu gällande namn av Zmitr., Malysheva & Spirin 2006. Basidioradulum crustosum ingår i släktet Basidioradulum och familjen Schizoporaceae.   Inga underarter finns listade i Catalogue of Life.
I den svenska databasen Dyntaxa används istället namnet Xylodon crustosus för samma taxon.  Arten är reproducerande i Sverige.